# امید واهی
امید واهی (به فرانسوی: Le feu follet) فیلمی به کارگردانی لویی مال و با بازی موریس ورنه و هربرت دشان بر اساس رمان پیر دریو لا روشل این فیلم ساخت مشترک فرانسه و ایتالیا در ۱۹۶۳ است.

## داستان
۲۴ ساعت آخر زندگی آلن (موریس رونه)، مردی ۳۰ ساله، بعد از آنکه از کلینیکی که برای ترک اعتیاد به الکل در آن بستری بود، خارج می‌شود.